# 連接酶
連接酶（英語：Ligase，又稱連結酶、接合酶或結合酶）是一種催化兩種大型分子以一種新的化學鍵結合一起的酶，一般會涉及水解其中一個分子的團。一般連結酶催化以下的反應：
{\displaystyle {\mbox{Ab}}+{\mbox{C}}\rightarrow {\mbox{A-C}}+{\mbox{b}}}
或有時是：
{\displaystyle {\mbox{Ab}}+{\mbox{cD}}\rightarrow {\mbox{A-D}}+{\mbox{b}}+{\mbox{c}}}
其中小階的字母代表小團。

## 命名
連接酶通常是包括「連接酶」這個字，就如DNA連接酶是將脫氧核糖核酸（DNA）片段連接。其他普遍的名稱包括「合成酶」，因為這些酶是用作合成新的分子，或當它們是將二氧化碳加入一個分子時則稱為「羧化酶」。
需要留意的是「合成酶」是與合酶有所分別，合成酶是會使用三磷酸腺苷（ATP），但合酶不會使用ATP且是屬於裂合酶。

## 分類
連接酶在EC編號中分類為EC6，並再細分為6個子類：
- EC6.1包括形成C-O鍵的連接酶
- EC6.2包括形成C-S鍵的連接酶
- EC6.3包括形成C-N鍵的連接酶
- EC6.4包括形成C-C鍵的連接酶
- EC6.5包括形成磷酯鍵的連接酶
- EC6.6包括形成N-金屬鍵的連接酶

## 內部連結
- EC編號
- 氧化還原酶
- 轉移酶
- 水解酶
- 裂合酶
- 異構酶

## 外部連結
- 倫敦大學瑪莉皇后學院有關EC6的酶的介紹 （页面存档备份，存于）